# شيهم إفريقيا ذو الذيل الشبيه بالفرشاة
شيهم إفريقيا ذو الذيل الشبيه بالفرشاة (الاسم العلمي: Atherurus africanus)، نوع من أنواع شياهم العالم القديم. موطنه الأصيل في أفريقيا يمتد من غينيا إلى كينيا.